# 三澤真明
三澤 真明（みさわ まさひろ、1987年6月 - ）は、日本の政治学者。日本大学法学部准教授。

## 略歴
この節の出典
1987年6月、埼玉県に生まれる。2010年、日本大学法学部卒業。2018年、日本大学大学院法学研究科博士後期課程 修了。「イギリス労働党におけるヨーロッパ統合に関する決定作成過程の研究」で日本大学博士（政治学）。日本大学法学部助教、専任講師を経て、2021年より同准教授。

## 著書
- 岩崎正洋 編『大統領制化の比較政治学』（2019年、ミネルヴァ書房）
- 杉本稔、三澤真明、鈴木隆志 共著『現代政治学入門』（2025年、北樹出版）